# Serguéi Renev
Sergey Renev (3 de febrero de 1985) es un ciclista kazajo.
Debutó como profesional el año 2008 con el equipo kazajo Ulán. En 2009 fichó por el equipo ProTour Astana.

## Palmarés
2008
- 2.º en el Campeonato de Kazajistán en Ruta

2013
- 2.º en el Campeonato de Kazajistán en Ruta

## Resultados en Grandes Vueltas y Campeonatos del Mundo
| Carrera         | Carrera         | 2008 | 2009 | 2010 | 2011  | 2012 | 2013 |
| --------------- | --------------- | ---- | ---- | ---- | ----- | ---- | ---- |
|                 | Giro de Italia  | —    | —    | —    | —     | —    | —    |
|                 | Tour de Francia | —    | —    | —    | —     | —    | —    |
|                 | Vuelta a España | —    | —    | 99.º | —     | —    | —    |
| Mundial en Ruta | Mundial en Ruta | —    | —    | Ab.  | 163.º | —    | —    |

—: no participa

Ab.: abandono

## Equipos
- Ulán (2008)
- Astana (2009-2012)
- Continental Team Astana (2013)